# Драган Викић
Драган Викић (Сарајево, 8. октобар 1955) босанскохерцеговачки је каратиста и бивши полицијски службеник. Током рата у Босни и Херцеговини био је на челу специјалног одреда Министарства унутрашњих послова Републике Босне и Херцеговине.

## Биографија

### Младост и спортска каријера
Рођен је у мјешовитом браку, од оца Хрвата и мајке Српкиње. Након завршетка средње школе, дипломирао је на Факултету за физичку културу Универзитета у Сарајеву 1980. године.
Као члан карате клуба Босна, био је троструки сениорски првак Југославије у тешкој категорији и као репрезентативац освајао медаље на екипним првенствима Европе од 1977. до 1983. године.

### Рат у Босни и Херцеговини
На почетку рата 6. априла 1992, предсједник Предсједништва Социјалистичке Републике Босне и Херцеговине Алија Изетбеговић му је повјерио команду над здруженим снагама Територијалне одбране и полиције. Викић објављује проглас: „браниоци Сарајева неће отварати ватру на припаднике Југословенске народне армије и неће представљати никакву опасност за грађане”. У Скупштини СР Босне и Херцеговине пред телевизијским камерама позвао је грађене Сарајева да бране град од српске војске. На челу специјалне јединице Босне, имао је пресудну улогу у организацији борбе у Сарајеву против Војске Републике Српске.
Одред полиције за специјалне намјене Босна био је специјална јединица Министарства унутрашњих послова Републике Босне и Херцеговине. Основана је 5. априла 1992. и имала је више од 1500 припадника.
Од јануара 1994, био је на дужности начелника Сектора за истраживање и примјену метода и средстава за борбу против тероризма Министарства унутрашњих послова Републике Босне и Херцеговине.

### Послијератни период
Наставио је спортску каријеру и постао предсједник Карате савеза Босне и Херцеговине.
Хрватско удружење из Босне и Херцеговине Croatia Libertas поднијело је тужбу у марту 2009. против 375 вјерских и војних личности из Босне и Херцеговине због учешћа у покретању концентрационих логора за немуслимане у периоду од 1991. до 1995; име Драгана Викића било је на том списку.
У децембру 2016, Тужилаштво Босне и Херцеговине покренуло је поступак против Викића због сумње да је под његовом командом у априлу 1992. заробљено и убијено 8 припадника ЈНА. У марту 2017. позван је пред Суд Босне и Херцеговине да одговара ради оптужбе за убиство 8 југословенских војника убијених у априлу 1992. код Великог парка у Сарајеву. Порекао је оптужбе изјавом: „моје руке и руке мојих људи којима сам ја командовао су чисте.” У септембру 2019, Бакир Изетбеговић, предсједник Дома народа Босне и Херцеговине, судски поступак је оквалификовао као „судско разапињање”.

### Приватни живот
Ожењен је и има једно дијете.
Крајем маја 2012. године, Викић је приступио Савезу за бољу будућност БиХ.

## Признања и одликовања
Као командант Специјалне јединице МУП-а Републике Босне и Херцеговине више пута је одликован. Најистакнутија одликовања су Плакета безбједности и Орден рада са сребрним вијенцем.
Са својом јединицом Босна добија највиша почасна одликовања за храброст и заслуге: Златна полицијска значка, Специјална значка и Златни љиљан.
Опјеван је у пјесми Младена Војичића Тифе „Понеси заставу, Драгане Викићу”.
Добитник је Шестоаприлске награде Града Сарајева 2004. године.